# Deportivo Pereira Femenino

El Deportivo Pereira Femenino es un club de fútbol femenino vinculado al Deportivo Pereira. El equipo miliitó en las ediciones de la Liga Profesional Femenina de fútbol de Colombia entre 2017 y 2019, la máxima competición de fútbol femenino en Colombia.
Luego de no disputar las temporadas 2020 y 2021, el club regresará a competencia en 2022, con un proyecto deportivo que se extenderá por lo menos hasta 2025. El cuerpo técnico lo integrarán: Carlos Ariel Osorio (DT), Juliana Londoño (AT) y José Gabriel Caicedo (PF).

## Estadio
El estadio Hernán Ramírez Villegas peeee, inaugurado en 1971 y remodelado en 1993 y 2011, sirve para los partidos de local del Deportivo Pereira. Este mismo escenario deportivo fue sede de los Campeonato Sudamericano Sub-20 de 1992 y 2005, al igual que fue sub-sede de la Copa América 2001. Este estadio también fue una de las sedes de la Copa Mundial de Fútbol Sub-20 de 2011, por lo cual fue completamente remodelado a su nuevo aforo para 30.297 espectadores.

## Datos del club
- Temporadas en 1.ª: 2017 - 2019
- Mejor puesto:
  - En Liga Profesional Femenina : 3.º Grupo C en 2018
- Peor puesto:
  - En Liga Profesional Femenina: 5.º Grupo C en 2017
- Primer partido oficial: Deportivo Pereira 1-2 Deportes Quindío, el 20 de febrero de 2017.
- Mayor goleada conseguida de local:
  - En campeonatos nacionales:
  - 2-0 ante América de Cali el 26 de marzo de 2018.
- Mayor goleada conseguida de visitantes:
  - En campeonatos nacionales:
  - 1-2 ante Orsomarso el 7 de mayo de 2017 y el 17 de marzo de 2018.
- Mayor goleada recibida de local:
  - En campeonatos nacionales:
  - 1-5 ante Orsomarso el 25 de marzo de 2017.
- Mayor goleada recibida de visitantes:
  - En campeonatos nacionales:
  - 5-0 ante América de Cali el 30 de abril de 2017.
- Mayor cantidad de partidos invictos de manera consecutiva:
  - 4 partidos en 2018

### Temporadas en la Liga Profesional Femenina de Colombia
| Torneo                                      | Posición                                    | PJ                | PG                | PE                | PP                | GF                | GC                | DIF               | PTS |
| ------------------------------------------- | ------------------------------------------- | ----------------- | ----------------- | ----------------- | ----------------- | ----------------- | ----------------- | ----------------- | --- |
| 2017                                        | 5.° (Grupo C)                               | 10                | 2                 | 1                 | 7                 | 10                | 27                | -17               | 7   |
| 2018                                        | 3.° (Grupo C)                               | 10                | 6                 | 1                 | 3                 | 15                | 12                | 3                 | 19  |
| 2019                                        | 3.° (Grupo A)                               | 6                 | 2                 | 0                 | 4                 | 3                 | 11                | -8                | 6   |
| 2020 y 2021                                 | Sin participación                           | Sin participación | Sin participación | Sin participación | Sin participación | Sin participación | Sin participación | Sin participación |     |
| Total Liga Profesional Femenina de Colombia | Total Liga Profesional Femenina de Colombia | 26                | 10                | 2                 | 14                | 28                | 50                | -22               | 32  |

 Pts=Puntos; PJ=Partidos jugados; PE=Partidos empatados; P=Partidos perdidos; GF=Goles a favor; GC=Goles en contra; DIF=Diferencia de gol